# Älgarås
Älgarås is een plaats in de gemeente Töreboda in het landschap Västergötland en de provincie Västra Götalands län in Zweden. De plaats heeft 408 inwoners (2005) en een oppervlakte van 98 hectare.
In 1205 vond de slag bij Älgarås hier plaats.

## Verkeer en vervoer
Bij de plaats loopt de Länsväg 200.